# Pumberky
Pumberky (též Na Pumberkách) (300 m n. m.) je vrch v okrese Chrudim Pardubického kraje. Leží asi 1,5 km severovýchodně od města Chrudim na pomezí katastrálních území Chrudimi a jeho městské části Topol. Na úpatí vrchu se nachází pravěké hradiště Pumberka.

## Geomorfologické zařazení
Geomorfologicky vrch náleží do celku Svitavská pahorkatina, podcelku Chrudimská tabule a okrsku Heřmanoměstecká tabule.